# Tua Lundström
Tua Lundström, född 23 mars 1950, död 26 september 2009, var chefredaktör på veckotidningen Se & Hör. Tidigare arbetade hon bland annat på Damernas Värld och Aftonbladet. 
Lundström fick uppmärksamhet när hon i ett nummer av Se & Hör i juni 1999 publicerade smygtagna nakenbilder på kändisparet  Efva Attling och Eva Dahlgren. Något som ledde till att Dahlgren efter publiceringen skrev ett debattinlägg i DN om hur hon kände sig våldtagen av Se & Hörs agerande: "Jag blev våldtagen av en kvinna. Hon heter Tua Lundström och arbetar som chefredaktör på tidningen Se & Hör. Hon fotograferade mig i smyg och spikade sedan upp bilderna på min halvnakna kropp på husväggar över hela Sverige." Tua Lundström avled 2009 efter en lång tids sjukdom. 
 Dödsannons